# Váljohka
Váljohka (norska: Valjok) är en by i Karasjok kommun i Finnmark i Norge, som ligger vid sammanflödet av älvarna Váljohka och Tana älv. Byn ligger nära gränsen mellan Norge och Finland.
Europaväg E66 går genom byn. I en skogsdunge öster om byns centrum ligger Valjoks kyrka. 